# Gary Schroen
Gary Schroen, né le 6 novembre 1941 et mort le 1er août 2022, est un agent de terrain (en) américain de la Central Intelligence Agency.
Peu de temps après les attentats du 11 septembre 2001, il est envoyé en Afghanistan pour prendre contact avec les dirigeants de l'Alliance du Nord et leur offrir un soutien politique et militaire en vue de renverser l'émirat islamique des talibans et détruire l'organisation terroriste Al-Qaïda.

## Biographie
Gary Schroen a travaillé pour la CIA pendant une trentaine d'années. Dans les années 1970, il est officier traitant à Téhéran, où il apprend le persan. Entre 1978 et 1979, il devient officier traitant à la station d'Islamabad, au Pakistan. Sa connaissance du monde arabo-musulman le conduit à être nommé chef d'antenne de la CIA à Dubaï dans les années 1980.
En 1988, il est nommé chef de station de Kaboul. La station est toutefois basée à Islamabad en raison de la fermeture de l'ambassade de Kaboul. Il perfectionne sa maîtrise du dari. Entre août 1990 et août 1992, il est chef de station adjoint de Riyad, en Arabie saoudite.
En août 1992, et jusqu'en 1994, il est affecté aux opérations iraniennes au sein de l'Iran Task Force, au siège de la CIA. De l'été 1994 à la fin de l'année 1995, il devient chef des opérations iraniennes en Europe.
Entre janvier 1996 et l'été 1999, il devient chef de station d'Islamabad. Il participe à la réouverture de contact avec Ahmed Chah Massoud en septembre 1996, ainsi qu'à l'arrestation de Mir Aimal Kansi en juin 1997. Il participe à la traque d'Oussama ben Laden et met en place un plan pour enlever Ben Laden en Afghanistan à l'été 1998.
Entre 1999 et 2001, il devient chef adjoint de la Near East Division de la direction des opérations de la CIA. En septembre 2001, il est nommé à la tête de l'équipe Jawbreaker envoyée dans le nord de l'Afghanistan.